# Льоса-де-Ранес
Льоса-де-Ранес (ісп. Llosa de Ranes, кат. La Llosa de Ranes) — муніципалітет в Іспанії, входить у провінцію Валенсія у складі автономного співтовариства Валенсія.

## Географія
Муніципалітет розташований у складі району (комарки) Костера. Займає площу 7,1 кмІ. Населення 3712 людини (на 2005 рік). Відстань до адміністративного центру провінції — 4 км.